# John Capodice
John Capodice (Chicago, 25 dicembre 1941 – Los Angeles, 30 dicembre 2024) è stato un attore statunitense.

## Biografia
Iniziò la sua carriera televisiva negli anni ottanta, con i primi ruoli in serie TV come Moonlighting, trampolino di lancio di Bruce Willis, in cui però comparve solamente in un episodio nel 1989. Nello stesso anno partecipò al film Sono affari di famiglia, con protagonisti Sean Connery, Dustin Hoffman e Matthew Broderick. Partecipò anche a film di Oliver Stone come Wall Street (1987) e The Doors (1991), tributo alla band di Jim Morrison, e alla commedia Non guardarmi: non ti sento (1989), con Gene Wilder e Richard Pryor. Capodice recitò al fianco di attori affermati e giovani promesse, tuttavia continuò a interpretare ruoli secondari.
Nei primi anni novanta ottenne ruoli di maggior rilievo in serie TV quali Law & Order e NYPD, e in film che pur non essendo dei grandi successi, gli conferirono una certa visibilità.
La definitiva affermazione giunse quando affiancò Jim Carrey in Ace Ventura - L'acchiappanimali (1994), nel ruolo del poliziotto Aguado. I due attori diedero vita a diversi siparietti esilaranti entrati poi nella storia del cinema demenziale. Gli anni novanta furono il decennio d'oro per Capodice, che recitò in film come Una pallottola spuntata 33⅓: l'insulto finale (1994), Speed (1994), Independence Day (1996) e Nemico pubblico (1998).
Comparve anche come guest star in un episodio di Will & Grace (1999), nel ruolo dell'idraulico a cui venne un attacco cardiaco. Negli anni 2000 comparve in diversi film che però non riscossero un gran successo, quindi si concentrò maggiormente sulle serie TV: apparve infatti in West Wing - Tutti gli uomini del Presidente, Six feet under e CSI: Scena del crimine.
Nel 2010 fu nel cast del film Pizza with Bullets, interpretando Mr. Tortellini.

## Filmografia parziale

### Cinema
- Il serpente alato (Q), regia di Larry Cohen (1982)
- Wall Street, regia di Oliver Stone (1987)
- Il segreto del mio successo (The Secret of My Success), regia di Herbert Ross (1987)
- Non guardarmi: non ti sento (See No Evil, Hear No Evil), regia di Arthur Hiller (1989)
- Sono affari di famiglia (Family Business), regia di Sidney Lumet (1989)
- Affari sporchi (Internal Affairs), regia di Mike Figgis (1990)
- Gremlins 2 - La nuova stirpe (Gremlins 2: The New Batch), regia di Joe Dante (1990)
- The Doors, regia di Oliver Stone (1991)
- Insieme per forza (The Hard Way), regia di John Badham (1991)
- Mi gioco la moglie... a Las Vegas (Honeymoon in Vegas), regia di Andrew Bergman (1992)
- Ace Ventura - L'acchiappanimali (Ace Ventura: Pet Detective), regia di Tom Shadyac (1994)
- Speed, regia di Jan De Bont (1994)
- Una pallottola spuntata 33⅓ - L'insulto finale (Naked Gun 33⅓: The Final Insult), regia di Peter Segal (1994)
- Il verdetto della paura (Trial by Jury), regia di Heywood Gould (1994)
- Independence Day, regia di Roland Emmerich (1996)
- The Phantom, regia di Simon Wincer (1996)
- Nemico pubblico (Enemy of the State), regia di Tony Scott (1998)
- L'uomo dei miei sogni (Carolina), regia di Marleen Gorris (2003)
- 10th & Wolf, regia di Robert Moresco (2006)
- La scelta di Joey (Jesus, Mary and Joey ), regia di James Quattrochi (2005)
- Last Call, regia di Greg Garthe (2012)

### Televisione
- The Heart of Justice, regia di Bruno Barreto – film TV (1992)
- The Water Engine, regia di Steven Schachter - film TV (1992)
- La signora in giallo (Murder, She Wrote) – serie TV, episodio 11x06 (1994)
- Un detective in corsia (Diagnosis: Murder) – serie TV, episodi 4x12-7x05 (1996-1999)
- The Practice - Professione avvocati (The Practice) – serie TV, episodio 3x15 (1999)
- Providence – serie TV, episodio 1x14 (1999)
- Will & Grace – serie TV, episodio 1x19 (1999)
- Angel – serie TV, episodio 1x06 (1999)
- West Wing - Tutti gli uomini del Presidente (The West Wing) – serie TV, episodio 2x15 (2000)
- Tutti odiano Chris (Everybody Hates Chris) – serie TV, episodio 1x01 (2005)
- CSI - Scena del crimine (CSI: Crime Scene Investigation) – serie TV, episodi 8x09-8x10-8x17 (2007-2008)
- Detective Monk (Monk) – serie TV, episodio 7x04 (2008)
- I maghi di Waverly (Wizards of Waverly Place) – serie TV, episodio 2x09 (2008)
- Senza traccia (Without a Trace) – serie TV, episodio 7x15 (2009)

## Doppiatori italiani
Nelle versioni in italiano delle opere in cui ha recitato, John Capodice è stato doppiato da:
- Glauco Onorato in Affari sporchi, Angel
- Angelo Nicotra in The Doors, Ace Ventura - L'acchiappanimali
- Bruno Alessandro in L'uomo dei miei sogni, CSI - Scena del crimine
- Carlo Baccarini in Moonlighting
- Claudio Fattoretto in Sono affari di famiglia
- Gianni Musy in Gremlins 2 - La nuova stirpe
- Bruno Scipioni in Insieme per forza
- Renato Mori in Mi gioco la moglie... a Las Vegas
- Franco Chillemi ne La signora in giallo
- Stefano Albertini ne La scelta di Joey
- Dario De Grassi in Detective Monk